# Guyana Punch Line
Guyana Punch Line — американський хардкор-панк-гурт із Колумбії, штат Південна Кароліна, який існував з 1998 до 2003 року.

## Історія
Guyana Punch Line був сформований з учасників, які раніше грали в гуртах In/Humanity, Antischism та .fuckingcom. Розвиваючи жанр емовайоленс, що до цього іронічно сповідував гурт In/Humanity, гурт Guyana Punch Line працював над тим, щоб донести ідеали «смешизму» (від англ. smash — ламати, роздавлювати) Кріса Бікела до мас за допомогою важкої, дуже сумбурної музики. Гурт проводив те, що вони називали «кампанією з налякування Центральної Америки до біса», що включало сумнозвісний парад «Хода за смешизм». Назва гурту — каламбур на тему горезвісного інциденту з Джонстауном.
Гурт не існує з моменту виходу альбому Direkt Aktion, а його учасники сформували та/або працюють над такими гуртами, як Confederate Fagg. Вокаліст Кріс Бікел продовжив працювати в кінотеатрі Nickelodeon.

## Учасники гурту
- Кріс Бікел — вокал[7]
- Кевін Берд — гітара[7]
- Трой Темз — ударні[7]
- Метт Томпсон — бас-гітара[7]
- Дрю Воллес — бас-гітара (на Direkt Aktion)

## Дискографія

### Альбоми
- Maximum Smashism (CD/LP, Prank Records, 1999)
- Irritainment: Songs to Disturb the Comfortable and Comfort the Disturbed (CD/LP, Prank Records, 2001)[8]
- Direkt Aktion (CD/LP, Prank Records, 2003)

### Мініальбоми
- Irritainment for the Masses (X-Mist Records, 2000)
- Sounds for the New Youth Aesthetic (Coalition Records, 2001)
- Null Transmission (When Humans Attack Records, 2002)